# Paul Fustier
Paul Fustier, né à Saint-Étienne le 18 février 1937 et mort à Lyon le 3 mars 2016, est un psychologue français, professeur de psychologie à l'université Lumière-Lyon-II et musicologue, spécialiste de l'histoire de la vielle à roue. 

## Biographie
Il mène une carrière universitaire qui le mène à être professeur de psychopathologie et psychologie clinique à l’Institut de psychologie de l’université Lyon 2. Ses travaux de recherche concernent principalement les pratiques cliniciennes et ré-éducatives au sein de cadres thérapeutiques institutionnels. Sa recherche sur le travail des éducateurs est éditée sous l'intitulé L’Identité de l’éducateur spécialisé en 1972. En 1993, il publie Les Corridors du quotidien, dans lequel il étudie la fonction des psychologues et la relation d’accompagnement dans les établissements médico-sociaux pour enfants. Il poursuit cette étude qu'il étend au médico-social et à la psychiatrie, dans Le travail d’équipe en institution : clinique de l’institution médico-sociale et psychiatrique en 1999, où il étudie les liens qu'entretiennent les différents professionnels, par exemple les enseignants et les éducateurs, au sein d'équipes constituées dont la mission concerne l'éducation spécialisée et l’enseignement adapté, et notamment les antagonismes, le risque de repli sur son identité professionnelle de chaque catégorie professionnelle. 
En 2000, dans Le lien d'accompagnement : entre don et contrat salarial, il prend en compte des notions d'anthropologie, en lien avec le don, pour investiguer le lien entre professionnels et « usagers » des structures de soin et de travail social«  ». Il envisage notamment la question du don au sein de la relation d’aide,  Il participe au sein de l'université de Lyon 2, à une recherche sur la clinique des institutions, à laquelle participent notamment René Kaës, René Roussillon et Jean-Pierre Vidal, qui fait l'objet d'un livre dans la collection Inconscient et culture. Il codirige avec Gilles Amado, un numéro de la Nouvelle revue de psychosociologie consacré à l'étude du fonctionnement d'une équipe au sein d'institutions dans divers champs, médico-social, éducatif, sportif, et sur plusieurs plans, culturel, social, psychiques, économique.
Il s'est particulièrement intéressé à la vielle à roue à l’époque baroque et soutient une thèse de musicologie, intitulée La vielle à roue dans la musique baroque française : instrument de musique, objet mythique, objet fantasmé ? sous la direction de Pierre Saby, en 2006, à l'université Lyon II.

## Publications
- L'Identité de l'éducateur spécialisé, Paris [1972], rééd. Paris, Dunod, 2009.
- Les Systèmes de relations existant entre formateurs, éducateurs en formation et établissements, Publications du C.T.N.E.A.I., 1974, 64 p.
- Pouvoir et formation/Pratiques de formation et travail social, Paris, Épi, 1976, 153 p.
- « Intention de reproduction et imaginaire dans la sélection d'éducateurs spécialisés », Psychologie clinique, n°2, Université Lyon2, pp. 33-59.
- « La sélection sur la sellette », Informations Sociales, n°3-4, pp. 16-23.
- Milieux de soin et travail des circonstances, Lyon, Publications du C.R.I., 1980, 203 p.
- Les Centres d'observations pour les enfants inadaptés, Lyon, Publications du C.R.I., 1980, 270 p.
- L'enfance inadaptée, repères pour des pratiques, Lyon, Presses Universitaires de Lyon, 1983, 154 p.
- Rééduquer aujourd'hui et demain, in M. Allafort (préface de Paul Fustier), Lyon, Publications du C.R.I., 1983, 144 p.
- (Coll.) Travailleur social, l'impossible professionnalisation, dir. Paul Fustier, Lyon,Publications du C.R.I., 1985, 330 p.
- « Le malentendu de la parentalité, un paradoxe pour repenser le travail rééducatif», Questions, n°2, 1986, pp. 15-20.
- « L'infrastructure imaginaire des institutions. À propos de l'enfance inadaptée », in René Kaës et al., L'institution et les institutions. Études psychanalytiques, Paris, Dunod, 1987, pp. 131-156.
- « Vielle à roue et célébration baroque », in René Kaës (dir.), L'effet trompe-l’œil dans l'art et la psychanalyse, Paris, Dunod, 1988 pp. 147-164.
- Effet de traitement et institutions innovantes, Publications du C.R.I., 1988, 126 p.
- « De l'existence du groupe clinique à l'intérieur de l'institution », in Pierre Dosda et al., Se former ou se soigner? L'analyse de la pratique dans la formation et le travail social, Lyon, Publications du C.R.I., 1989, pp. 99-117.
- « Le "groupe syncrétique", trois hypothèses pour une approche clinique », in Pierre Dosda et al., Se former ou se soigner? L'analyse de la pratique dans la formation et le travail social, Lyon, Publications du C.R.I., 1989, pp. 159-184.
- (Dir.), Approche des effets de prise en charge d'enfants en Centre Médico Psychologique, Lyon, Publications du C.R.I., 1989, 171 p.
- Les procédures d'admission des jeunes en internats de l'Éducation Surveillée, Lyon, Publications du C.R.I., 1989, 85 p.
- « Institution soignante et double prise en charge », Revue de Psychothérapie psychanalytique de groupe, n°13, Toulouse, Erès, 1989, pp. 59-75.
- Réparer Séparer, Gerpla Expression, avril 1991.
- « Objet transitionnel ou poupée gonflable », Journal des Psychologues, n°96, pp. 44-47.
- « La réponse par le plein ou le manque à combler », Sauvegarde de l'enfance, n°2, pp. 152-170.
- « Le deuil du plein. La réponse en creux et la question du transfert en institution », Sauvegarde de l'enfance, n°2, pp. 171-188.
- Les Corridors du quotidien, Lyon, Presses Universitaires de Lyon, 1993, 195 p. Réed. Paris, Dunod, 2014.
- « L'hébergement éducatif : archaïsme ou modernité », in Vaillant. M. et al. L’Hébergement éducatif, Paris, CNFE PJJ, 1993.
- Du porte Croyance, Bulletin de psychologie, tome XLVI, n°409, pp. 106-112.
- Y'a conseil. Les conseils d'enfants dans un établissement d'éducation spécialisée, Lyon, Publications du C.R.I., 1993, 231 p.
- « Le travail social en recherche », Actes des entretiens de Saint-Étienne, 1993.
- « L'accompagnement de la vie ordinaire dans les institutions d'hébergement », Le courrier Suresnes, n°61, 1994, pp. 19-34.
- « Violences en équipe », Revue de Psychothérapie de groupe, n°24, Toulouse, Érès, 1995, pp. 143-156.
- « Fonction directoriale, permanence et nouveauté », in Pierre Dosda et al., Les Directeurs dans le travail social, par eux-mêmes..., Lyon, Publications du C.R.I., Université Lyon2, 1995, pp. 85-93.
- « Narcissisme et Direction », ibid., pp.133-154.
- « Un directeur licencié », ibid., pp.155-172.
- « Du travail social, la part du don », L’obligation de donner, La revue du M.A.U.S.S. semestrielle, n°8, 2ème semestre 96, La découverte/M.A.U.S.S., 1996, pp. 301-311. .
- « Le cas fondateur en recherche clinique », Bulletin de Psychologie, Tome XLIX n°425, 1996, pp.471-475.
- Une incompatibilité de représentation dans l'accompagnement de l'adulte handicapé mental, Actes du colloque « Perception Cognition Handicap », mars  1995, Université Lumière Lyon2, 1996.
- Ce sont quand même des êtres humains : L'organisateur institutionnel, Idée du Moi, in Ober M., Être adulte quand on est handicapé mental, Lyon, Prix GERSE, 1996.
- « Des institutions et des parents » in F. André-Fustier et al, Parents, Familles, Institutions, Lyon, Publications du C.R.I., 1997, pp. 51-79.
- « Un patient joue au tennis. Essai sur le privilège différenciateur », Pratiques psychologiques, n°3, 1997, pp. 53-70.
- « De la crise du sacré au projet institutionnel », Connexion, n°71, 1998 pp.89-105.
- « L'équipe institutionnelle : fondation et travail psychique », Institut français d'analyse de groupe et de psychodrame, Colloque du 17 janvier 1998, Paris, pp. 15-22.
- «Travail d’équipe et dispositif institutionnel », in C Blanchard-Laville et D. Fablet, Analyser les pratiques professionnelles, Paris, L'Harmattan,1998, pp. 311-322.
- «Travail  psychique de l’équipe institutionnelle », Colloque, Institut français d'analyse de groupe et de psychodrame, Paris, Janvier 1998.
- Le Travail d’équipe en institution. Clinique de l’institution médico-sociale et psychiatrique, Paris, Dunod, 1999.
- « Pratiques de prévention,la question de l'insertion », in Carré O., Marinowicz-Hetka E., Chômage et travail social en Pologne et en France, l'institutionnalisation, Lyon, P.U.L., 1999, pp. 145-167.
- « Une réponse structurante à la violence », Santé mentale, 42, 1999, pp. 24-26.
- « De l'effort interprétatif des patients pour comprendre les offres institutionnelles », in M. Sassolas, Le groupe soignant, des liens et des repères, Toulouse, Érès, 1999, pp. 125-138.
- « Du temps passé au temps perdu », in Travail du temps...temps de travail, Bordeaux, Rénovation, 1999.
- Avant-propos de Boursiers, F. et al, Des représentations dans les institutions sociales et médico-sociales, Lyon, C.C.R.A., 2000.
- « Faire équipe. La supervision institutionnelle et clinique », Informations sociales, n°83, 2000, pp. 108-115.
- « Un traitement de l'écart entre individu et équipe », Canal Psy, n°44, Université Lumière Lyon2, 2000, pp. 7-9.
- « Repenser la division du travail social », Lien Social, n°523, 2000, p. 17.
- « Adoucir la vielle à l'époque baroque », Bulletin de l'association indépendante des vielleux cornemuseux du Bourbonnais et alentour, n°30, avril 2001, pp. 1-3.
- Pratique de la vielle à roue. Époque baroque, Béziers, Éditions de la société de Musicologie de Languedoc, 2002, réed. Bron, Vielle baroque, 2006.
- « Vous avez dit Magistral. Effet formatif et volonté de former », in Mercader P. et Henri A.N., La formation en psychologie, filiation bâtarde, transmission troublée, Lyon, PUL, 2004, pp. 123-132.
- « De la clinique des institutions à la nostalgie d'une illusion », in Mireille Cifali & Florence Giust-Desprairies (dir.), Un engagement pour la formation et la recherche, Bruxelles, De Boeck, 2006.
- La vielle à roue dans la musique baroque française. Instrument de musique, objet mythique, objet fantasmé?, Paris, L'Harmattan, 2006, 481 p.
- Cartry J. et Fustier P., L'éduc et le Psy. Lettres ouvertes sur la clinique du soin éducatif, Paris, Dunod, 2010, 120 p.
- « L’Interstitiel et la fabrique de l’équipe », Nouvelle revue de psychosociologie, 2012/2, no 14, p. 85-96.
- (coll.) L'Institution et les institutions, dir. René Kaës, Paris, Dunod, coll. « Inconscient et culture », 2012.
- Éducation spécialisée : repères pour des pratiques, Paris, Dunod, 2013